# Тимфея
Тимфея (на старогръцки: Τυμφαία, Tymphaia, Tymphaea, наричан също: Stymphaia, Στυμφαία) е древногръцки регион в Епир, обитаван от Tymphaioi (Τυμφαίοι, Tymphaίoi). Това е регион в Южна Македония, който през античността е откъснат от Епир и придаден към Древна Македония. В близост e до планинската верига на Пинд. Тук се намира ски курорта Василица.
Местността принадлежи към Древна Македония през 350 г. пр. Хр. и е част на Горна Македония. Най-известният от Тимфая е Полиперхон, регент на Македония.